# Jumping (1984)
Jumping (跳躍, Choyaku) is een Japanse geanimeerde kortfilm uit 1984 van Osamu Tezuka. De film werd geproduceerd door de animatiestudio Tezuka Productions.

## Verhaal
Jumping toont de wereld zoals gezien door de ogen van een springend kind. Elke sprong gaat hoger en hoger tot het kind over steden en zelfs de oceaan springt. Elke landing toont de kijker een verrassend beeld, zoals een walvis, een naakte vrouw, de jungle of een duivel.

## Ontvangst
Jumping won de hoofdprijs op het zesde Animafest Zagreb. Dit was de eerste keer dat de prijs gewonnen werd door een Japanse inzending. Ook won de film de Zilveren Oorprijs op het Valladolid Internationale Filmfestival in 1985.